# Серватий Маастрихтский
Серватий Маастрихтский (нидерл. Servaas van Maastricht, лат. Servatius Серваций, Сербатиос, арм. Սուրբ Սերվատիոս; (традиционно) родился в Армении — умер 13 мая 384, Маастрихт, Нидерланды) — первый епископ Тонгеренский (современная Бельгия), христианский святой, почитается как святитель, память в Католической церкви совершается 13 мая. Покровитель Маастрихта, Гримбергена и Схейндела.
Достоверных сведений о происхождении Серватия нет. Считается, что он родился в Армении и через Иерусалим прибыл на территорию современных Бельгии и Нидерландов (причиной житие называет чудесное видение ангела, повелевшего ему вести проповедь христианства в северных землях). Был рукоположён в епископы города Тонгерена на территории современной Бельгии.
В немецком Трире Серватий познакомился с Афанасием Александрийским, который находился там в ссылке в 336—338 годах. На церковном соборе в Сардике (современная София) в 343 году, Серватий стал защитником Афанасия от ариан (об этом упоминает сам Афанасий в своих письмах). Серватий вошёл в историю церкви как один из защитников тринитарного догмата от нападок ариан (известен своим осуждением арианских епископов на соборе в Кёльне в 346 году).
В 350 году Серватий стал посланником узурпатора Магненция к императору Констанцию II в Эдессу. На поместном соборе в Римини (359—360 годы) вёл долгие споры с арианами, но был введён в заблуждение и подписал арианский символ веры. В 381—382 годах совершил паломничество в Рим, где, как повествует предание, ему явился апостол Пётр и повелел в связи с нашествием гуннов перенести епископскую кафедру в Маастрихт.

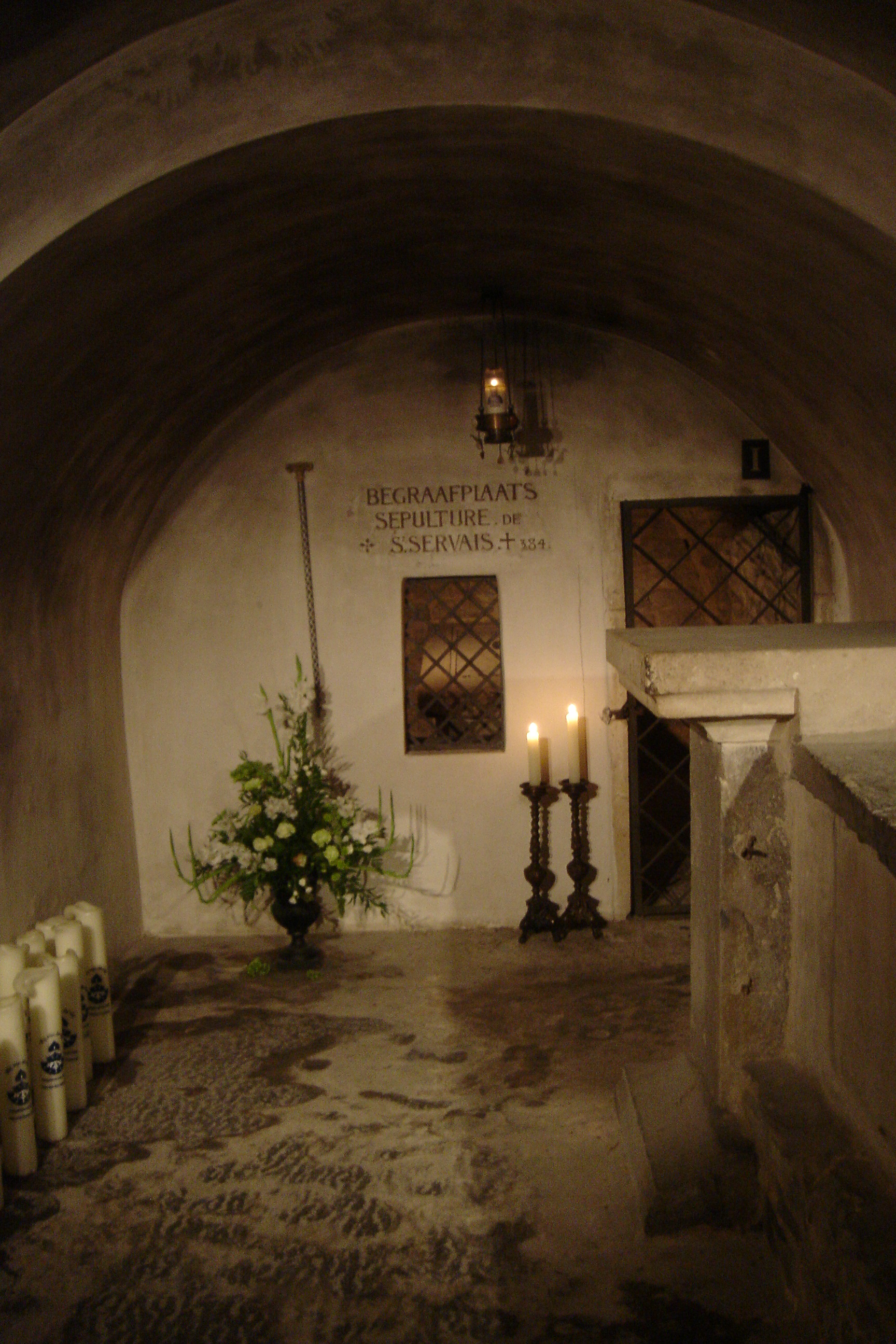
Гробница святого Серватия в Маастрихте

Скончался около 384 года в Маастрихте, где его мощи хранятся в кафедральном соборе — базилике святого Серватия. Часть мощей святого Серватия находится в базилике Святого Ламберта в Дюссельдорфе (Германия).
Гейнрих фон Фельдеке в XII веке на основе латинского жития Серватия написал его переложение в стихах на народном (лимбургском) диалекте. 
Средневековые легенды приписывали святому родство с Иоанном Крестителем и 375 лет жизни. Считалось, что он являлся сыном Элиуда, брата Праведной Елизаветы и двоюродного брата Пресвятой Девы Марии.